# Fadiejata
Fadiejata (ros. Фадеята) – wieś (dieriewnia) w Rosji, w Kraju Permskim, w okręgu miejskim Krasnokamska. W 2010 liczyła 398 mieszkańców.